# Xanthorhoe icterica
Xanthorhoe icterica là một loài bướm đêm trong họ Geometridae.